# Włodzimierz Mędrzecki
Włodzimierz Juliusz Mędrzecki (ur. 9 listopada 1959 w Chełmie) – polski historyk, prof. dr hab.

## Życiorys
W 1983 ukończył studia historyczne na Uniwersytecie Warszawskim. W 1991 obronił pracę doktorską Socjalizacja młodzieży chłopskiej na ziemiach Polski centralnej 1864-1939, napisaną pod kierunkiem Janusza Żarnowskiego w Instytucie Historii Polskiej Akademii Nauk. Tam w 2001 uzyskał stopień doktora habilitowanego na podstawie pracy Niemiecka interwencja militarna na Ukrainie w 1918 roku. W 2009 otrzymał tytuł profesora nauk humanistycznych.
Specjalizuje się w etnografii historycznej, historii najnowszej, historii społecznej, stosunkach narodowościowych na ziemiach polskich. Pełni funkcje kierownika Zakładu Historii Społecznej XIX i XX wieku Instytutu Historii im. Tadeusza Manteuffla Polskiej Akademii Nauk oraz sekretarza Towarzystwa Naukowego Warszawskiego. Był zastępcą dyrektora Instytutu Historii PAN oraz Sekretarza Generalnego Zarządu Głównego Polskiego Towarzystwa Historycznego. Jest członkiem Komitetu Ewaluacji Jednostek Naukowych Polskiej Akademii Nauk.

## Ważniejsze publikacje
- Województwo wołyńskie 1921-1939. Elementy przemian cywilizacyjnych, społecznych i politycznych (1988)
- Niemiecka interwencja militarna na Ukrainie w 1918 roku (2000)
- U źródeł współczesności. Dzieje nowożytne i najnowsze. Historia 3. Podręcznik (wraz z Robertem Szuchtą; 2001)
- U źródeł współczesności. Dzieje nowożytne i najnowsze. Historia 3. Zeszyt ćwiczeń (wraz z Robertem Szuchtą; 2001)
- Młodzież wiejska na ziemiach Polski centralnej 1864-1939. Procesy socjalizacji (2002)
- Poznajemy świat wokół nas. Historia i społeczeństwo. Podręcznik dla klasy szóstej szkoły podstawowej (wraz z Anną Landau-Czajką; 2004)
- Poznajemy świat wokół nas. Historia i społeczeństwo. Zeszyt ćwiczeń dla klasy szóstej szkoły podstawowej (wraz z Anną Landau-Czajką; 2002)
- Inteligencja polska na Wołyniu w okresie międzywojennym (2005)
- Kresowy kalejdoskop. Wędrówki przez Ziemie Wschodnie Drugiej Rzeczypospolitej 1918-1939 (2018)
- Odzyskany śmietnik. Jak radziliśmy sobie z niepodległością w II Rzeczypospolitej (2022)